# تيرون (جورجيا)
تيرون (بالإنجليزية: Tyrone, Georgia)‏ هي بلدة تقع في مقاطعة فاييت، جورجيا بولاية جورجيا في الولايات المتحدة. تأسست عام 1909، تبلغ مساحتها (كم²)، وترتفع عن سطح البحر 299 م، بلغ عدد سكانها 6879 نسمة في عام 2010 حسب إحصاء مكتب تعداد الولايات المتحدة .

## أعلام
- أندرو غاردنر

## وصلات خارجية
- The US50 - Cities and Towns in Georgia State
- Georgia Cities and Towns, Facts, Map, Flag, Colleges, Government, and More